# فيريوسا
فيريوسا (بالإنجليزية: Furiosa)‏ هو فيلم أكشن نهاية العالم وما بعدها أسترالي قادم من إخراج جورج ميلر وبطولة أنيا تايلور جوي، كريس هيمسوورث، توم بيرك، ناثان جونز وأنجوس سامبسون، صدر الفيلم في عام 2024.

## القصة
تدور أحداث الجزء الجديد مع سقوط العالم، حيث يتم اختطاف فيوريوسا الصغيرة من "المكان الأخضر للعديد من الأمهات" وتقع في أيدي حشد كبير من راكبي الدراجات النارية بقيادة أمير الحرب "ديمنتوس" يجتاحون الأراضي القاحلة ويصادفون القلعة التي يرأسها "ذا ايمورتن جو".

## روابط خارجية
- الموقع الرسمي
- فيريوسا على موقع IMDb (الإنجليزية)
- فيريوسا على موقع ميتاكريتيك (الإنجليزية)
- فيريوسا على موقع روتن توميتوز (الإنجليزية)
- فيريوسا على موقع ألو سيني (الفرنسية)
- فيريوسا على موقع أول موفي (الإنجليزية)
- فيريوسا على موقع فيلمافينيتي (الإسبانية)
- فيريوسا على موقع قاعدة بيانات الأفلام السويدية (السويدية)
- فيريوسا على موقع قاعدة بيانات الفيلم (الإنجليزية)
- فيريوسا على موقع ليتربوكسد (الإنجليزية)
- فيريوسا على موقع كينوبويسك (الروسية)